# جلقموس
جلقموس  قرية تتبع محافظة جنين في الضفة الغربية التي احتلتها اسرائيل في حرب 1967، وتقع في موقع يربط بين قرى المغير والمطلة وأم التوت والجامعة العربية الأمريكية، ويبلغ عدد سكانها 2824 حسب معطيات العام 2021 الإحصائية. يقع بالقرب منها مناطق سياحية مثل قرية حداد السياحية، ومواقع عسكرية قديمة كانت تتبع للجيش الأردني قبل حرب عام 1967م.
يوجد في القرية مسجدان، الأول القديم ويسمى الرباط والثاني يسمى ياسر عرفات.و تحتوي على أربع مدارس أساسية وثانوية. وتحتوى على حدائق عامة، وتحيط بها أراضي زراعية سهلية خصبة، ويعمل جزء من السكان بالزراعة وتربية المواشي والطيور.

## الحدود
تقع قرية جلقموس في موقع يتوسط عدة قرى وبلدات مجاورة، حيث تحدها من الشمال قرية دير أبو ضعيف، ومن الشرق والشمال الشرقي قرية المغير، بينما تجاورها من الجنوب قرية تلفيت، ومن الغرب والشمال الغربي قرية أم التوت.

## تاريخها

### العهد العثماني
في عام 1517، أُلحقت قرية جلقموس بالإمبراطورية العثمانية مع باقي فلسطين. وخلال القرنين السادس عشر والسابع عشر، كانت جزءًا من إمارة طربيه (1517-1683)، التي شملت مرج ابن عامر، جبل الكرمل، غور بيسان، شمال السامرة، رمات مناشيه، والجزء الشمالي من سهل الشارون. في عام 1838، وخلال العهد العثماني، أُشير إلى جلقموس كإحدى القرى الواقعة في منطقة الحارثة شمال نابلس.
أما في عام 1870، فقد ذكرها المستكشف فيكتور غيران باسم "جيل قاموس"، مشيرًا إلى أنها تقع جنوب قرية دير أبو ضعيف، وذكرها أثناء رحلته من فَقّوعة. وفي عام 1870/1871 (1288 هـ)، أدرج العثمانيون القرية ضمن تعدادهم السكاني، حيث تم تسجيلها ضمن ناحية شفا القبلي. وفي عام 1882، وصفها مسح صندوق استكشاف فلسطين (PEF) بأنها "قرية صغيرة تقع على قمة تل، محاطة بأراضٍ زراعية، وتحتوي على بضع أشجار زيتون. بُنيت بيوتها من الحجر والطين، وتعتمد على آبار مياه الأمطار".

### فترة الانتداب البريطاني
وفقًا لتعداد عام 1922 الذي أجرته سلطات الانتداب البريطاني، بلغ عدد سكان جلقموس 124 مسلمًا. وفي تعداد عام 1931، ارتفع العدد إلى 150 مسلمًا يعيشون في 31 منزلًا. وفي إحصائيات عام 1944/1945، بلغ عدد سكان القرية 220 مسلمًا، بينما قُدّرت مساحة أراضيها بـ 4,437 دونمًا، وفقًا للمسح الرسمي للأراضي والسكان. من هذه الأراضي، استُخدم 180 دونمًا للزراعة المروية والأشجار المثمرة، و2,422 دونمًا لزراعة الحبوب، في حين خُصص 6 دونمات كأراضٍ مبنية.

### الفترة الأردنية
بعد حرب 1948 وتوقيع اتفاقيات الهدنة عام 1949، أصبحت جلقموس تحت الحكم الأردني. وأظهر التعداد الأردني لعام 1961 أن عدد سكان القرية بلغ 435 نسمة.

### ما بعد 1967
منذ حرب الأيام الستة عام 1967، أصبحت جلقموس تحت الاحتلال الإسرائيلي. ووفقًا لاتفاقية أوسلو، تم تصنيف القرية ضمن المنطقة "أ"، التي تخضع لسيطرة السلطة الفلسطينية. وخلال الأشهر الأولى من الانتفاضة الأولى، وتحديدًا في 17 مايو 1989، قُتل عمر يوسف باير، البالغ من العمر 42 عامًا، أثناء وجوده في جنين. وفي رد رسمي من إسحاق رابين على استفسار في الكنيست في أغسطس 1989، أكّد أن باير قُتل على يد مدني، ولذلك لم تقم الشرطة العسكرية بفتح تحقيق في الحادثة.

## وصلات خارجية
- فلسطين في الذاكرة/ جلقموس